# Sutton (Herefordshire)
Pour les articles homonymes, voir Sutton.
Sutton est une paroisse civile du Herefordshire, en Angleterre.